# Гордана Гацева-Богоева
Гордана Гацева-Богоева (на македонска литературна норма: Гордана Гацева-Богоева) е химичка от Северна Македония, преподавателка в Скопския университет, учен в областта на полимерите.

## Биография
Родена е в 1954 година в Скопие. Получава образование в Белград и София и е студентка, магистър и докторант във Факултета по технологии и металургия в Скопие (1987). Има няколко специализации в страната и в чужбина. Работи във Факултета по технология и металургия в Скопие от 1978 година, а от 1999 година е редовен професор. Научните ѝ изследвания са в областта на физическата химия, технологията на синтетични полимери и влакна, както и полимерните композитни материали. Автор е на учебници и помагала, както и на множество научни трудове, патенти и изследователски проекти.